# Weissenburgerkrieg
Der Weissenburgerkrieg war eine Folge bewaffneter Auseinandersetzungen zwischen der Stadt und Republik Bern und der Freiherrschaft Weissenburg, im engeren Sinn in den Jahren 1334 bis 1337, die im Jahr 1334 ihren Höhepunkt erreichte, im weiteren Sinn mit Unterbrechungen in den Jahren 1286 bis 1337. In diesen 51 Jahren wurde Wimmis insgesamt neun Mal belagert. Der Konflikt resultierte aus den Expansionsbestrebungen der Stadt Bern und dem wachsenden Einfluss der Weissenburger im Berner Oberland.

## Vorgeschichte
Die Freiherren von Weissenburg («Wisinburc») werden 1175 im Gefolge des Herzogs Berchtold IV. von Zähringen (ca. 1125–1186) erstmals erwähnt. Sie entstammten dem Lokaladel des Berner Oberlands. Vermutlich waren sie die Erben und Nachfolger der Herren von Erlenbach («de Arlunbach»), die über bedeutenden Einfluss im Niedersimmental verfügten, was nach den dürftigen Urkundenspuren jedoch nicht als gesichert gilt. Gesicherte verwandtschaftliche Verbindungen bestanden zu den Freiherren von Wädenswil («Wadinswilere»), den von Turn und von Brandis sowie den Grafen von Greyerz, von Thierstein und von Nellenburg. Als die Zähringer 1218 mit dem Tode von Herzog Berchtold V., des letzten Erben des Geschlechts, ausstarben, versuchten die Freiherren, ihre Position rasch zu verbessern.
Ab 1250 stellte sich für die Freiherren von Weissenburg durch Heirat, Erbschaft, Krieg und andere geschickte Manipulationen ein Machtzuwachs ein, der mit der Ausdehnung ihres Herrschaftsgebietes einherging. Unter Rudolf III. von Weissenburg († ca. 1307), der ab 1258 in Erscheinung trat, intensivierten sich diese Bemühungen. Er baute sein wichtigstes Bollwerk, das Städtchen Wimmis, das um 1200 von den Freiherren von Strättligen erbaut wurde, samt der dazugehörigen Burg massiv aus. Durch seine Heirat mit einer Tochter Konrads von Wädenswil brachte er sich in den Besitz der Herrschaft Rothenfluh, die durch die ehemaligen Reichsburg Weissenau befestigt war, und der Herrschaft Balm. 1268 erwarben die Herren von Weissenburg Wimmis als Lehen, um 1260 gehörten die zugehörige Burg und Vogtei noch den Freiherren von Strättligen. Die namensgleiche Weissenburg, die grösste Befestigung im Niedersimmental, wird 1278 in den Quellen erstmals ausdrücklich erwähnt.

## 1286–1288: Erste Phase
Rudolf III. suchte die Nähe zu den Habsburgern und machte sich dadurch die aufstrebende, seit 1218 reichsfreie Stadt Bern, die den wachsenden Einfluss der Weissenburger im Berner Oberland mit Argwohn betrachtete, zum Feind. Die ersten Feindseligkeiten begannen 1286, als Bern unter Schultheiss Ulrich I. von Bubenberg einen ersten Feldzug nach Wimmis unternahm. Das Städtchen konnte erobert werden, nicht jedoch die Burg. Aufgrund dessen zerstörten die Berner das Burgstädtchen, und die Truppen zogen nach der Überwindung der Talsperre plündernd und raubend ins Niedersimmental.
1288, im Jahr der ersten Auseinandersetzungen der Berner mit Rudolf I. – der als Rudolf IV. Graf von Habsburg und zugleich als erster Habsburger König des Heiligen Römischen Reiches war – in der Schlacht bei Bern, zogen die Berner zum zweiten Mal aus. Vor dem Städtchen Wimmis fand ein für Bern siegreiches Gefecht statt («Gefecht am Hag (in der Lochmatte)»). Wimmis erhielt in diesem Jahr von König Rudolf das Stadtrecht und wurde erstmals mit einer Ringmauer gesichert, was die Bedeutung des Ortes als eigentliches Machtzentrum der Weissenburger erhöhte.
Am 27. April 1289 unterlag Bern in der Schlacht bei der Schosshalde den Habsburgern, was zu einer mehrjährigen Krisenzeit und Neuorientierung der noch jungen, 100-jährigen Stadt Bern führte. Wohl aufgrund dessen fanden in den zehn Jahren von 1288 bis 1298 keine (belegten) Feindseligkeiten zwischen Bern und den Weissenburgern statt, doch der Konflikt blieb ungelöst. Bern erholte sich nach seiner inneren Krise rasch, kämpfte 1294 sehr wahrscheinlich in Mülenen in der Fehde zwischen den von Wädenswil und der Stadt, schloss 1295 ein erstes Bündnis mit Solothurn und kämpfte 1296 in der Schlacht bei Leuk siegreich an der Seite von Boniface de Challant, des Bischofs von Sitten gegen die Oberwalliser und den Freiherrn Peter IV. von Turn († 1308), dessen Herrschaftsbereich im Frutigland und im oberen Lötschental lag.

## 1298–1308: Zweite Phase
Diese Phase des Konfliktes stand im Zusammenhang mit Berns Auseinandersetzungen mit Habsburg, dem umliegenden Adel und der Stadt Freiburg und diese zog sich ganze zehn Jahre hin. Dieser Krieg war eine Folge der raschen territorialen Expansion Berns, die die umliegenden Herrschaften beunruhigte. 1298 beteiligten sich die Weissenburger militärisch am Aufmarsch der Koalition, die in der Schlacht am Dornbühl eine blutige Niederlage erfuhr. Im Zuge dieser Auseinandersetzungen unternahm Bern noch 1298 mit dem Vorwand der Parteinahme der Weissenburger für seine Gegner einen dritten, wiederum erfolglosen Auszug gegen Wimmis. Dessen ungeachtet gelang Bern auf Kosten der Freiherren von Belp-Montenach mit der Eroberung der Herrschaft Gerenstein die erste territoriale Expansion der Stadt, die den Grundstein zur Ausformung der Stadt und Republik Bern bildete. Die Herrschaft Gerenstein beinhaltete die sogenannten «Vier Kirchspiele» Bolligen, Muri, Stettlen und Vechigen (ohne Utzigen). 1301 ging Bern ein Bündnis mit dem Städtchen Laupen ein.
1303 fiel Rudolf III. von Weissenburg im selben Jahr wegen Landfriedensbruch auch bei den Habsburgern und den Grafen von Neu-Kyburg in Ungnade – in dieser Fehde verlor er die Herrschaft Rothenfluh mit den Burgen Rothenfluh und Weissenau. Dies lieferte Bern – seit 1302 unter Schultheiss Lorenz Münzer († 1319) – einen erneuten Grund, gegen die Weissenburger vorzugehen und Wimmis zum vierten Mal zu belagern. Das Städtchen wurde hierbei zum zweiten Mal durch die Berner erobert und geschleift, die Steinwehr als Riegel zum Simmental gebrochen, doch gelang es den Bernern wie 1286 nicht, die Burg einzunehmen. Freiherr Rudolf III. konnte durch eine Kriegslist den Fall der Burg verhindern.
1307 starb Rudolf III. unter Hinterlassung dreier Kinder und beträchtlicher Schulden, die aus den unglücklichen Kriegszügen und Bauvorhaben wie der (wiederholten) Wiederherstellung von Wimmis herrührte. Auch seinen beiden Söhnen, Johann I. († 1341) und Peter von Weissenburg († 1314), gelang es nicht, die Schulden durch kluge Verwaltung und gute Wirtschaft zu tilgen, da sie mehr Geld verbrauchten, als ihre Stammesherrschaften abwarfen. Ihre Schwester Katharina wurde mit Graf Peter III. von Greyerz († 1342) verheiratet.
1308, nach zehnjährigem Konflikt, folgten endlich erste Friedensverhandlungen zwischen der Stadt Bern, Johann I. von Weissenburg und Graf Hartmann II. von Neu-Kyburg (1299–1322). Der Waffenstillstand mit den Weissenburgern sollte nur einige Jahre halten.
Am 7. Juni 1311 erhielten die Weissenburger die Pfandschaft über das Reichsland Hasli, da König Heinrich VII. ihnen 184 Mark Silber schuldete. Bereits 1310 begleiteten 8 Ritter und 2 Armbrustschützen der Weissenburger den Römerzug des Königs. 1311 versicherte dieser ihnen noch 160 Mark Silber auf diese Pfandschaft. Nach Conrad Justingers Berner Chronik ebenfalls 1311 wurden die Grafen von Neu-Kyburg Bürger von Bern. Seit 1314 führten diese aufgrund eines Lehens der Habsburger den Titel eines Landgrafen von Burgund.

## 1315–1318: Dritte Phase
Bereits sechs Jahre nach Abschluss des Waffenstillstandes geriet der nach dem Tod des Bruders Peter 1314 mittlerweile alleine Regierende Johann I. von Weissenburg erneut in einen Konflikt mit Bern, der allerdings indirekt war. Im Zuge des Morgartenkriegs, bei dem sich Bern zunächst neutral verhielt, zogen die Weissenburger am 15. November 1315, dem Tag der Schlacht am Morgarten, beim erfolglosen Feldzug der Habsburger mit Otto von Strassberg, der zu diesem Zweck die Pfandschaft über das Reichsland Hasli und Unterseen erhielt, um den Angriff auf Obwalden zu erleichtern, über den Brünigpass und teilten dessen Niederlage gegen die Unterwaldner.
1316 erhielten die Weissenburger die Burg Unspunnen pfandweise, ebenso kamen sie in den Besitz von Oberhofen.

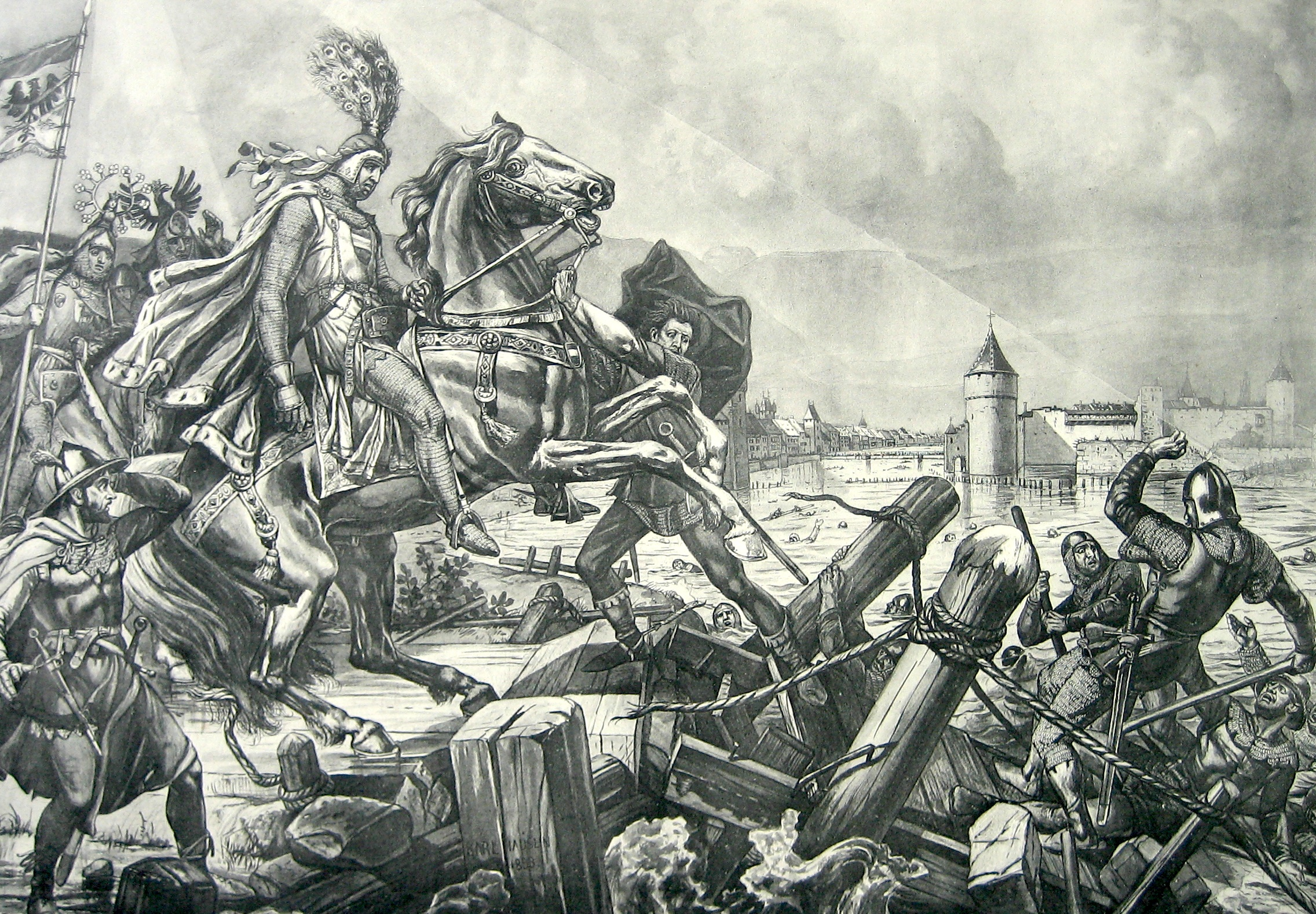
Die Belagerung von Solothurn 1318

 Der neuerliche Konflikt mit Bern ergab sich 1318, als Herzog Leopold I. von Österreich, der mit Johann I. in gutem Einvernehmen stand, im Herbst 1318 bei der Belagerung der Stadt Solothurn, die seit 1295 mit Bern verbündet war, anwesend war. Johann versprach Leopold I. am 22. September 1318 vor Solothurn, nach dem Fall der Stadt ihn mit 300 Mann mit einem Angriff von Westen her gegen die Waldstätte zu unterstützen. Die Belagerung verlief mit Hilfe von 400 Mann aus Bern für die Angreifer erfolglos, sie wurde nach sechs Wochen abgebrochen. Angeblich sollen die Habsburger oberhalb der Stadt eine Holzbrücke gebaut haben, die nach Regenfällen von der Aare mitsamt der Mannschaft mitgerissen worden war, wobei viele ums Leben gekommen sein sollen. Die Solothurner hätten eine Menge Leute aus der Aare gerettet, wodurch ein Friedensschluss mit Leopold zustande gekommen sein soll. Wahrscheinlicher ist jedoch eine Kompromisslösung.
Noch im selben Jahr gab Leopold die Burg Weissenau, die die Weissenburger 20 Jahre zuvor an die Habsburger verloren hatten, per Pfand wieder an diese zurück. Dies steht klar im Zusammenhang mit der Mitwirkung der Weissenburger im Morgartenkrieg bei der Belagerung von Solothurn. Ebenfalls 1318 gelangte das strategisch wichtige Städtchen Unterseen mitsamt Herrschaft von den Herren von Strassberg an die Freiherren von Weissenburg.
Auch Bern blieb indes nicht untätig. Auseinandersetzungen um die Herrschaft im Hause Neu-Kyburg führten 1322 zum Brudermord im Schloss Thun. Graf Eberhard II. von Neu-Kyburg (1299–1357), der seinen Bruder Hartmann II. ermordete, musste Hilfe bei Bern suchen und die Stadt Thun 1323 an Bern verkaufen. Er erhielt die Stadt als Lehen zurück, musste sie aber 1384 zusammen mit Burgdorf nach dem für ihn finanziell desaströsen Burgdorferkrieg endgültig an Bern abtreten. Anfang August 1323 schloss Bern ein erstes befristetes Bündnis mit den Waldstätten.
1324 wurde das seit 1301 mit Bern verbündete Laupen an Bern verpfändet. Bern baute nach 1324 unterhalb von Laupen die erste Saanebrücke und errichtete einen Zoll.

## 1327–1329: Vierte Phase
Die finanziellen Schwierigkeiten der Weissenburger verbesserten sich trotz des Umfangs ihres Gebietes und ihres Ansehens indes nicht. 1325 verkauften sie die Alpe Niederhorn, die Hälfte der Zehnten in der Gemeinde Zweisimmen, 1327 den Kirchensatz von Bärswil (Oberwil) und Erlenbach und 1330 der Kirchensatz von Interlaken sowie Güter und Zehnten in Erlenbach. Die Verlegung auf Beteiligungen an kriegerischen Unternehmungen grosser Fürsten verschlimmerten die finanzielle Situation der Weissenburger weiter. Sie liehen sich daher bei den lombardischen Wechslern und anderen Geldverleiher in Bern und Freiburg große Geldsummen. Um diese und deren hohen Zinsen abzutragen, legten die Freiherren ihren Untertanen harte Steuern auf. Viele Simmentaler hatten seit der Zeit der ersten Feindseligkeiten das Berner Bürgerrecht angenommen und beklagten sich in der Stadt über die Bedrückungen der Freiherren.
Dies lieferte Bern einen weiteren willkommenen Grund, um 1327 und 1329 zwei weitere Feldzüge gegen die Weissenburger zu unternehmen. Diese beiden weiteren Eroberungsversuche des ab 1303 neu aufgebauten Städtchens Wimmis blieben erfolglos.

## 1331–1333: Fünfte Phase
Die fünfte Phase des bernisch-weissenburgischen Konfliktes lässt sich in zwei Kategorien einordnen. Einerseits der Konflikt der Freiherren mit der Talschaft Hasli und der Beteiligung der Weissenburger im Gümmenenkrieg.

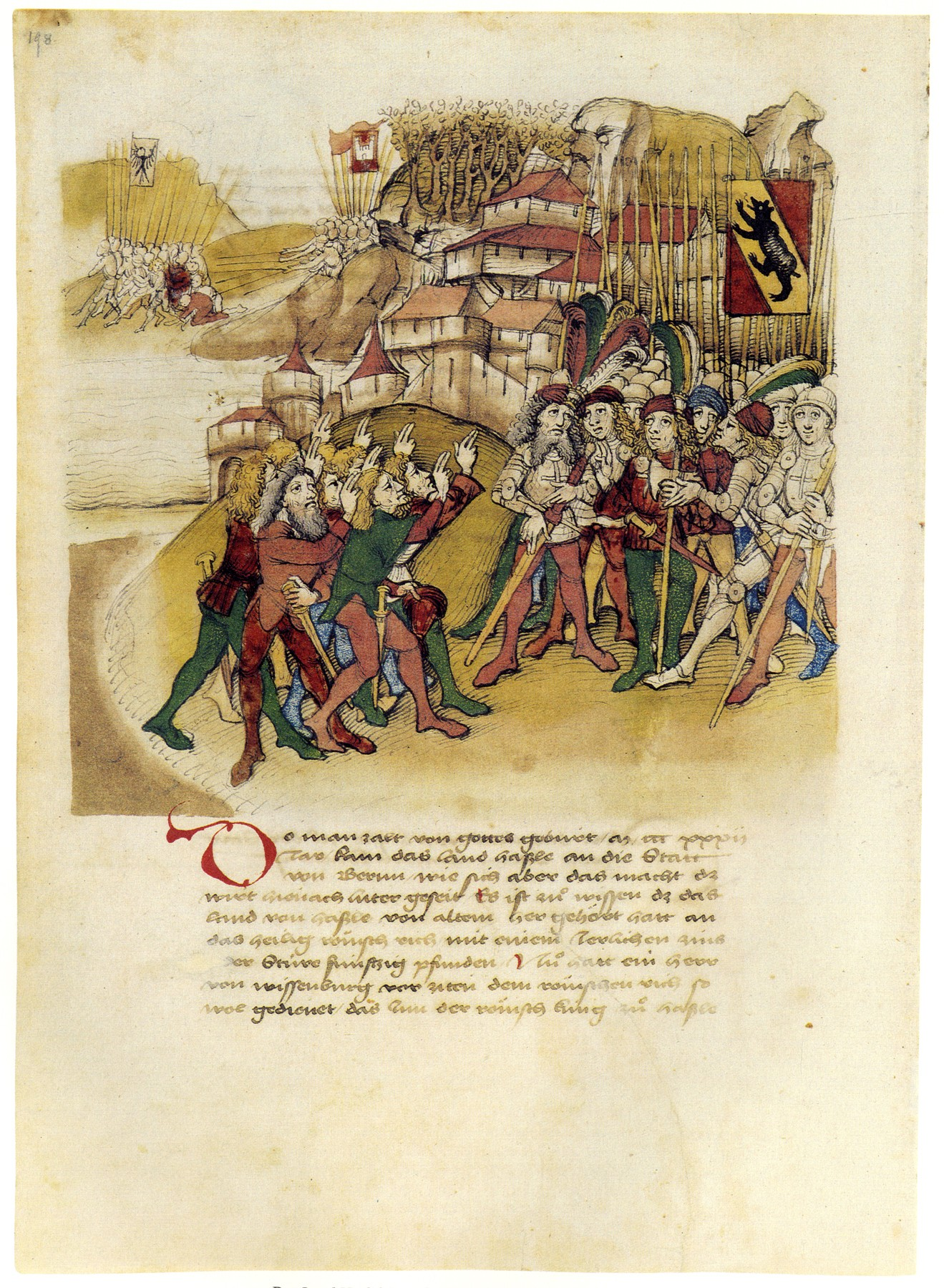
Gefecht an der Hasleregg und Treueschwur der Haslitaler gegenüber Bern, Darstellung in der Spiezer Chronik von Diebold Schilling

Das Reichsland Hasli, das wie etwa Uri seit 1218 reichsfrei war und 1275 mit der Stadt Bern als gleichberechtigter Partner ein Bündnis einging, betrachtete die Verpfändung an die Weissenburger 1311 mit Unmut; Bemühungen um eine Ablösung scheiterten. Die Landleute des Haslitals erhofften sich einen ähnlichen Status als Reichsland, wie ihn Uri besass. 1330 begehrten die Haslitaler auf, als Johann I., der zugleich Reichsvogt der Landschaft Hasli war, seinen finanziellen Druck zu vermindern suchte, indem er die Steuerforderung von bisher jährlich 60 Pfund erhöhte. Durch die Verletzung ihrer alten Freiheiten motiviert, planten die Haslitaler mit Unterstützung von Unterwaldnern, von denen viele vornehme Geschlechter auch das Landrecht im Hasli besassen, gegen die Weissenburger vorzugehen.
Es kam 1331 zu einem für den Freiherren siegreichen Gefecht an der Hasleregg. Johann I. war gewarnt worden, so dass die Weissenburger seine Mannschaften besammeln und Abwehrvorbereitungen treffen konnte. Die Haslitaler glaubten, das gleichfarbige Banner der Unterwaldner vor sich zu haben, und wurden von den gut vorbereiteten Weissenburgern überrascht. Diese nützten die ungünstige Stellung der Gegner aus, so dass den Haslitalern durch taktisch günstige Bewegungen der Weissenburger der Rückzug abgeschnitten wurde. Die Haslitaler wurden eingekreist und geschlagen, wobei 18 von ihnen fielen.
Es ist unklar, warum die Unterwaldner bei diesem Gefecht abwesend blieben. Entweder rückten die Haslitaler vor dem verabredeten Zeitpunkt gegen Unspunnen, dem Sitz von Johann I., vor, oder die Unterwaldner hielten sich aus anderen Gründen zurück. 50 Kriegsgefangene wurden nach Unspunnen überführt und über zwei Jahre lang interniert.
Nach dieser Niederlage suchten die Haslitaler unter Landammann Werner von Resti die Unterstützung der Stadt Bern zur Freilassung der Kriegsgefangenen. Bern wurde für eine militärische Intervention die Vogtei über das Haslital in Aussicht gestellt, das neben den Geldforderungen an Johann I. (die dieser nicht anerkannte) und der Kriegsgefangenen damit einen weiteren Grund hatte, den Krieg gegen den Freiherren fortzusetzen.
Der vierte und wichtigste Grund lieferte noch im selben Jahr der Gümmenenkrieg, einer weiteren Auseinandersetzung Berns mit der Schwesterstadt Freiburg und dem umliegenden Adel, bei dem die Weissenburger erneut in einen Krieg mit Bern gerieten. Freiburg belagerte 1331 mit den Weissenburgern, den Herren von Thurn und dem Grafen von Greyerz die Burg Mülenen im Kandertal, die seit einem Jahr an Bern verpfändet war. Die Berner, seit 1328 unter Schultheiss Johann von Kramburg, schickten ein Heer und es gelang, die strategisch wichtige Burg zu entsetzen.
Dieser Krieg wurde von beiden Seiten verbissen geführt und es gelang Bern im Verbund mit Solothurn nur mühsam, bis Kriegsende 1333 die Oberhand zu behalten.

## 1334–1337: Sechste Phase
Nach Beendigung des Gümmenenkriegs 1333 durch Vermittlung von Königin Agnes von Ungarn (um 1281–1364) waren Berns Truppen frei geworden und Bern war somit zu einer konzentrierten Aktion gegen die Weissenburger befähigt. Somit begann der Abschnitt, der als eigentlicher Weissenburgerkrieg – im engeren Sinn – angesehen werden kann. Unter Schultheiss Philipp von Kien unternahm Bern nach 31 Jahren schliesslich 1334 einen neuen – den siebten – erstmals gut organisierten Feldzug gegen Wimmis, der mit einer dritten Zerstörung des Städtchens endete; hierbei gelang den Bernern zum ersten Mal auch die Eroberung der dazugehörigen Burg. Das Heer belagerte anschliessend Unspunnen, da Johann I. seinen Amtssitz zuvor hierhin verlegt hatte und die Kriegsgefangenen hier interniert waren. Bern zwang den Freiherren zur Übergabe und zur Freilassung der 50 Hasler ohne Lösegeld sowie zur Anerkennung der finanziellen Ansprüche der Stadt. Vor allem aber erzwang Bern von den Weissenburgern am 8./9. August 1334 die Übergabe des Reichslands Hasli für 1600 Pfund, das die Hoheit Berns mit einer Huldigung anerkannte. Es versprach Heeresfolge und erhielt im Gegenzug das Privileg zurück, aus der Zahl seiner Landleute einen Landammann zu wählen.
Da Freiherr Johann I. mit diesen Kontributionen nicht einverstanden war seine persönliche Einwilligung verweigerte, griffen seine Neffen ein, die mit der Politik ihres Onkels offensichtlich nicht einverstanden waren. Als Unterpfand der Friedensverhandlungen diente die Burg Wimmis. Am 17. Oktober 1334 wurde zwischen Bern und Johanns Neffen – den Söhnen des 1314 verstorbenen Peter – Rudolf IV. (der 1336 das Bürgerrecht Berns annahm) und Johann II. von Weissenburg ein Burgrechtsvertrag auf 10 Jahre vereinbart, mit Mannschaftsrecht für Bern und Schutz für die Weissenburger.
Die Weissenburger, die ohnehin verschuldet waren, waren durch ihre Beteiligung am Gümmenen- und am Weissenburgerkrieg und den sich daraus ergebenden Kosten gezwungen, weitere Besitzungen zu verkaufen. Die Herrschaft Weissenau wurde noch 1334 zur Tilgung einer Lombardenschuld an das Kloster Interlaken verpfändet. Trotzdem gelang es ihnen noch im selben Jahr, das Pfand der Burg und Herrschaft Mülenen auszulösen.
Aufgrund des Boykotts des Vertrags von 1334 durch Johann I. schritt Bern 1335 trotz offizieller Beendigung des eigentlichen Weissenburgerkriegs mit einer achten Belagerung von Wimmis erneut ein. Dies zwang den Freiherrn, seine Einwilligung zur Vollmacht vor Zeugen zu geben. Zudem wurde die Herrschaft Weissenau auf Berns Drängen hin schliesslich ganz an das Kloster Interlaken verkauft.
Trotz formaler Beendigung des Weissenburgerkriegs tat sich bereits zwei Jahre später im Vorfeld des Laupenkriegs neues Konfliktpotential auf. 1337 verbündete sich Johann I. mit Graf Eberhard II. von Neu-Kyburg und anderen Adeligen gegen Bern. Das weissenburgische Städtchen Unterseen versprach Bern, sich im anbahnenden neuerlichen militärischen Konflikt neutral zu verhalten. Die Berner nahmen den trotzigen Fehdebrief nicht ungewollt auf und kamen den Weissenburgern zuvor. Sie rüsteten in aller Eile und zogen zum neunten Mal gegen Wimmis, wobei auch diesmal das Städtchen mitsamt der Burg bald fiel.
Sie zwangen den Freiherrn diesmal, bei der Stadt ein ewiges Burgrecht zu nehmen, das ganze Niedersimmental Berns Landeshoheit zu unterwerfen und die Schlüssel der Burg Wimmis zu übergeben, die fortan in Bern an der Kreuzgasse aufgehängt wurden. Die Herrschaft Unterseen stellte sich vorübergehend unter Berns Schutz (nach dem Sempacherkrieg 1386 endgültig) und versprach, sich im Vorfeld des Laupenkriegs neutral zu verhalten. Der eigentliche Weissenburgerkrieg und die Feindseligkeiten zwischen Bern und den Weissenburgern überhaupt fanden damit ein endgültiges Ende.

## 1339–1340: Laupenkrieg
1339 kämpften 300 Weissenburger unter Johann II. an der Seite Berns in der Schlacht bei Laupen sowie auf Plünderzügen und Burgbelagerungen im weiteren Verlauf des Laupenkriegs, wobei es die Vermutung gab, dass Johann I. während dieses Krieges von seinen Neffen auf der Burg Unspunnen aufgrund dessen stur antibernischer Haltung gefangen gehalten wurde. Freiherr Johann I. starb um das Jahr 1341 kinderlos. Seine Neffen, Rudolf IV. und Johann II. sowie deren Schwester Katharina, folgten ihm im Besitze seiner Herrschaften Weissenburg, Mülenen, Unspunnen und Unterseen – sowie einer hohen Schuldenlast – nach. Bern erneuerte nach der Beendigung des Laupenkriegs 1340 durch erneute Vermittlung durch Königin Agnes von Ungarn sein Bündnis 1341 mit den Waldstätten. Die Habsburger lösten 1342 die Pfandschaft der Herrschaft Unspunnen mit den Burgen Unspunnen und Rotenfluh ein, die sich Bern während des Laupenkriegs als Faustpfand vorbehielt. Die Herrschaft gelangte als Pfand weiter, u. a. an die Herren von Interlaken, von Hallwyl und von Neu-Kyburg.

## 1346–1349: Grüningenkrieg
Der Grüningenkrieg ab 1346 war letztlich eine indirekte Folge des Verpfändens von Besitzungen der Weissenburger an Bern, das Gelder zur Verminderung ihrer und ihres Onkels Schulden bereitstellte. Als Sicherheit erhielt Bern 1344 die Burgen Wimmis, Diemtigen und Weissenburg als Pfand auf 13 Jahre. Diese neue politische Ausrichtung der Weissenburger nach Bern beunruhigte und verärgerte ihre eher städtefeindlich gesinnten benachbarten Adelshäuser, so dass Graf Johannes von Montsalvens, Oberhaupt der Grafschaft Greyerz (1342–1365) mit Freiherr Peter III. von Turn (1324–1356) und Freiherr Peter von Raron (um 1325–1413) eine neuerliche kriegerische Aktion gegen Bern planten, um die Weissenburger zu einem Abfall von Bern zu bewegen. Der Kriegsschauplatz erstreckte sich vor allem über das Simmental und die Grafschaft Greyerz. Bern und die Weissenburger stellten sich der neuen Adelskoalition der Greyerzer am 26. Dezember 1346 im Gefecht am Laubeggstalden (heutige Gemeinde Boltigen, Obersimmental), in dessen hitzigstem Gedränge der Berner Venner Peter Wendschatz das Banner seiner Heimatstadt zurückgeschleudert haben soll, um den für die Berner unglücklichen Ausgang des Gefechts zu retten.
1347 starb Freiherr Rudolf IV. von Weissenburg und hinterliess einen einzigen unehelichen Sohn Hänsli, welcher in den geistlichen Stand trat und Probst des Klosters Interlaken wurde, daher blieb Johann II. der letzte legitime Nachfolger des Freiherrengeschlechts.
1348 wurde Gümmenen gebrochen. Im selben Jahr wagten die Klosterleute von Interlaken durch Schüren der Obwaldner einen Aufstand. Der Versuch nach dem Vorbild der Waldstätte die Unabhängigkeit zu erlangen, wird mit der Hilfe Berns niedergeschlagen.
1349 beteiligte sich Freiburg am Krieg auf Seiten Berns und es folgte ein zweiter Berner Zug ins obere Simmental, der mit dem Fall der Burgen Laubegg, Mannenberg und La Tour-de-Trême, dem Brand des Dorfes Vuippens sowie dem Sieg der Berner und Freiburger endete.

## Folgen
Die Herrschaft des letzten Freiherrn Johann II. schien insgesamt erfolgreich zu sein, zumal er die Schulden bei Bern zur Gänze abtragen konnte und wieder in den vollen Besitz seiner Stammherrschaft im Simmental kam.
Die Ereignisse der ersten Hälfte des 14. Jahrhunderts veranlasste Bern, sich nach weiteren Bündnispartnern umzusehen. 1353 wurde das 1323 geschlossene und 1341 erneuerte Bündnis mit den Waldstätten 1353 in ein ewiges verwandelt, was bis heute oft als offizieller Beitritt zur Eidgenossenschaft angesehen wird.
Johann II. von Weissenburg starb 1368 ehe- und kinderlos, seine Schwester Katharina von Brandis war mit Thüring I. von Brandis verheiratet, der dadurch die Herrschaft Simmenegg erhielt. An dessen gleichnamigen Sohn Thüring II., der eine Gräfin von Neu-Kyburg zur Gemahlin hatte, fiel der Besitz der Freiherren und somit starb das Geschlecht der Weissenburger aus.
Die Herrschaft Mülenen ging bereits um 1350 an Thüring I. von Brandis über, der sie 1352 mit dem Kirchensatz von Aeschi an Bern verkaufte. Die Herrschaft Unterseen und das Obersimmental fielen im Zuge des Sempacherkriegs 1386 an Bern. 1397 kam Unspunnen an Bern und die Stadt löste das letzte auf Unterseen lastende Pfand von der Gräfin Verena von Neu-Kyburg. Die Burg und Herrschaft Wimmis wurde von den Freiherren von Brandis 1398 halb und 1437 ganz an die Burgerfamilie von Scharnachtal verkauft, die 1398 zusammen mit der Familie von Seftigen ebenfalls Unspunnen erhielt. 1439 erwarb Bern von den von Brandis deren ehemaligen Weissenburger Besitz im Simmental, nämlich die Gerichte Weissenburg im Obersimmental sowie Därstetten, Oberwil und Erlenbach im Niedersimmental, ferner Anteile an der Herrschaft Diemtigen. 1449 kauft die Stadt Bern die Herrschaft Wimmis für 1’040 rheinische Gulden von Niklaus von Scharnachtal, sowie 1488–1515 die Herrschaft Unspunnen von den Erben der Scharnachtal und Seftigen zurück.